# Tetracanthagyna
Genre
Tetracanthagyna est un genre de libellules de la famille des Æshnidae (sous-ordre des Anisoptères). 

## Liste d'espèces
Le genre comprend cinq espèces :
- Tetracanthagyna bakeri Champion & Laidlaw, 1928
- Tetracanthagyna brunnea McLachlan, 1898
- Tetracanthagyna degorsi Martin, 1895
- Tetracanthagyna plagiata (Waterhouse, 1877)
- Tetracanthagyna waterhousei McLachlan, 1898